# Un cocktail explosif
Pour plus de détails, voir Fiche technique et Distribution.
Un cocktail explosif (Thunder and Lightning) est un film américain réalisé par Corey Allen, sorti en 1977.

## Synopsis
Le film se déroule en Floride. Harley (David Carradine) est un petit trafiquant en whisky associé avec deux vieux distillateurs clandestins, les frères Carpenter (Patrick Cranshaw et Sterling Holloway). Mais ils sont en butte aux hommes de main d'un de leurs concurrents, Ralph Junior Hunnicutt, désireux d'établir un monopole pour l'alcool frelaté qu'il fabrique sous couvert de son usine de sodas. La fille de Hunnicut, Nancy Sue (Kate Jackson), est la petite amie de Harley. Hunnicut est en même temps surveillé par la mafia, qui l'emploie mais n'apprécie guère l'alcool frelaté, susceptible de tuer la clientèle.

## Fiche technique
- Titre en français : Un cocktail explosif
- Titre original : Thunder and Lightning
- Réalisation : Corey Allen
- Scénario : William Hjortsberg
- Musique : Andy Stein
- Photographie : James Pergola
- Montage : Anthony Redman
- Production : Roger Corman
- Société de production et de distribution : 20th Century Fox
- Pays :  États-Unis
- Langue : Anglais
- Format : Couleur - Mono - 35 mm - 1.85:1
- Genre : Action
- Durée : 94 min
- Date de sortie : 1977 (États-Unis) 1979 (France)

## Distribution
- David Carradine (VF : Marc de Georgi) : Harley Thomas
- Kate Jackson (VF : Évelyn Séléna) : Nancy Sue Hunnicutt
- Roger C. Carmel : Ralph Junior Hunnicutt
- George Murdock : Jake Summers
- Eddie Barth : Rudi Volpone
- Claude Earl Jones : Carl
- Charles Napier : Jim Bob
- Ron Feinberg : Bubba
- Sterling Holloway	: Hobe Carpenter
- Patrick Cranshaw : Taylor Carpenter
- Malcolm Jones : Rainey
- Charles Willeford : le barman
- Emilio Rivera : le conducteur du camion de livraison de soda